# Changji (Stadt)

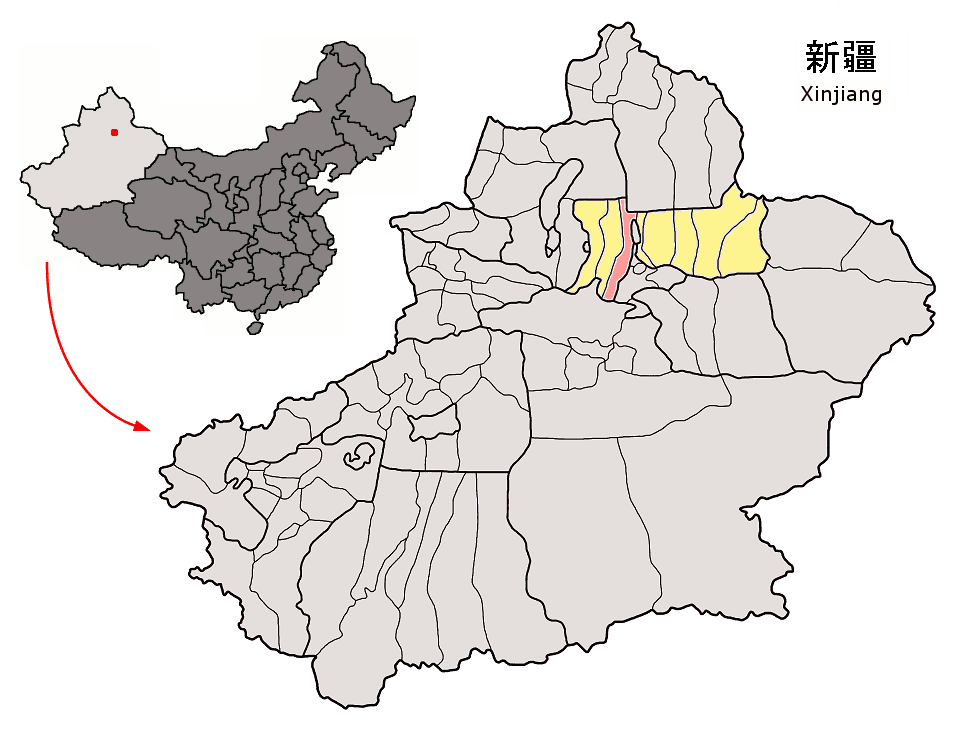
Lage der Stadt Changji (rosa) im Autonomen Bezirk Changji (gelb)

Die Stadt Changji (chinesisch 昌吉市, Pinyin Chāngjí Shì, uigurisch سانجى شەھىرى Sanji Xəⱨiri; früher in der Literatur auch Gutschen genannt) ist eine kreisfreie Stadt des Autonomen Bezirks Changji der Hui im mittleren Norden des Uigurischen Autonomen Gebietes Xinjiang in der Volksrepublik China. Sie hat eine Fläche von 7.981,13 km² und zählt 426.253 Einwohner (Stand: Zensus 2010). Sie ist die Bezirkshauptstadt von Changji.

## Persönlichkeiten
- An Qixuan (* 1999), Bogenschützin